# Reprezentacja Rosji U-17 w piłce nożnej kobiet
Reprezentacja Rosji U-17 w piłce nożnej kobiet – reprezentacja Rosji piłkarek nożnych do lat 17.

## Występy w mistrzostwach Europy U-17
- 2008: II faza kwalifikacji[1]
- 2009: II faza kwalifikacji[2]
- 2010: I faza kwalifikacji[3]
- 2011: II faza kwalifikacji[4]
- 2012: I faza kwalifikacji[5]
- 2013: I faza kwalifikacji[6]